# Sân bay quốc tế O. R. Tambo
Sân bay quốc tế O. R. Tambo (IATA: JNB, ICAO: FAJS) là một sân bay ở gần thành phố Johannesburg, Gauteng, Nam Phi. Đây là sân bay hàng đầu Nam Phi, có số lượng hành khách nhiều nhất, năm 2007 đã phục vụ 19.440.000 lượt khách thông qua (tăng 12,1% so với năm trước). Đây là trung tâm hoạt động của hãng hàng không South African Airways (SAA).
Tên cũ là Sân bay quốc tế Johannesburg và tiếp đến là Sân bay quốc tế Jan Smuts (do đó mã ICAO là FAJS). Lần đổi tên đầu tiên vào năm 1994, sau đó ngày 27 tháng 10 năm 2006, sân bay được đổi tên như ngày nay.
Có 6 nhà ga ở sân bay này, nhưng chúng được chia thành 3 khu vực: nhà ga quốc tế, nhà ga nội địa và nhà ga quá cảnh.

## Hãng hàng không và tuyến bay

Các thành phố quốc tế có tuyến bay với sân bay quốc tế O. R. Tambo

Domestic Destinations with direct air links

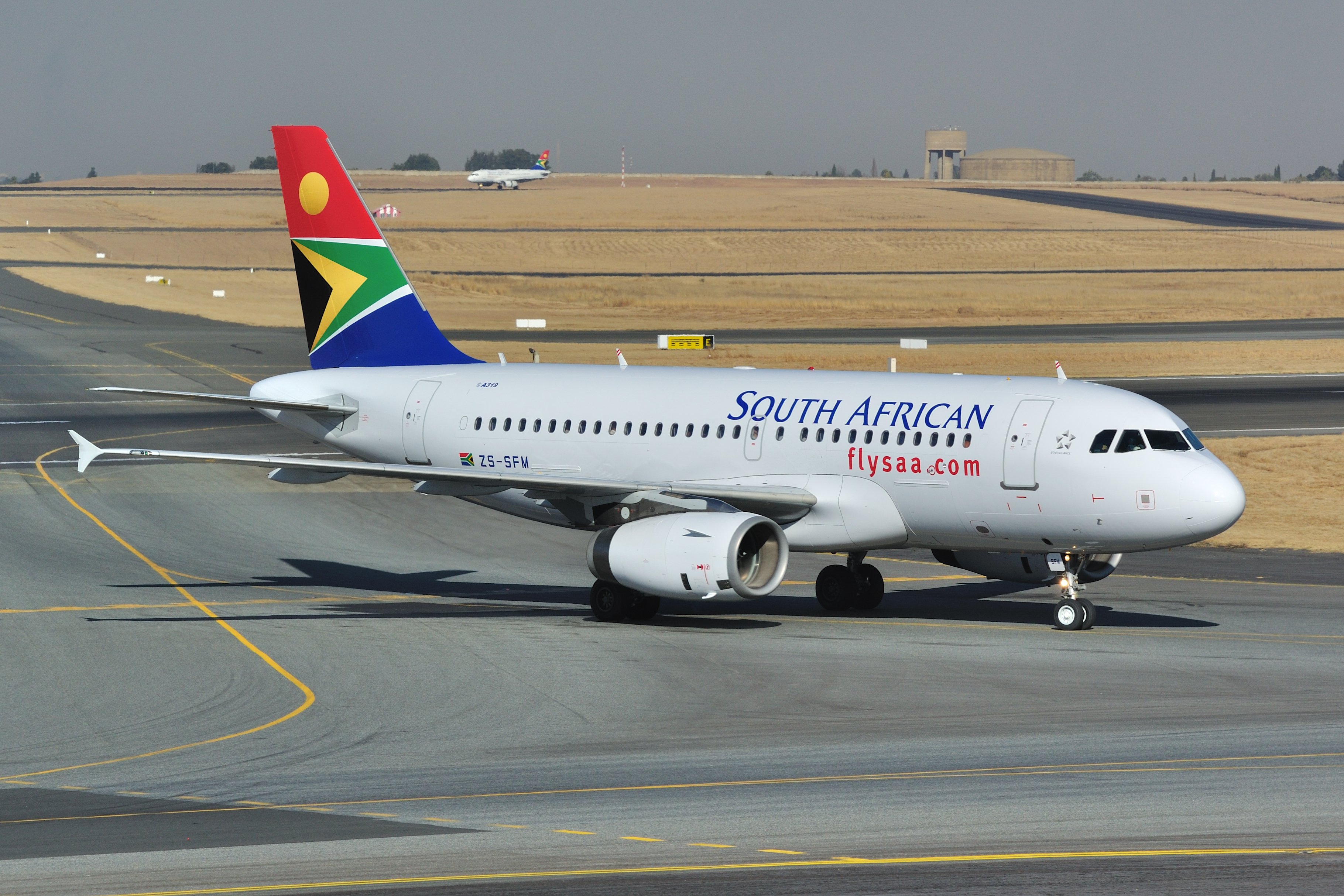
South African Airways Airbus A319 đang đi trên đường lăn tại O. R. Tambo International Airport

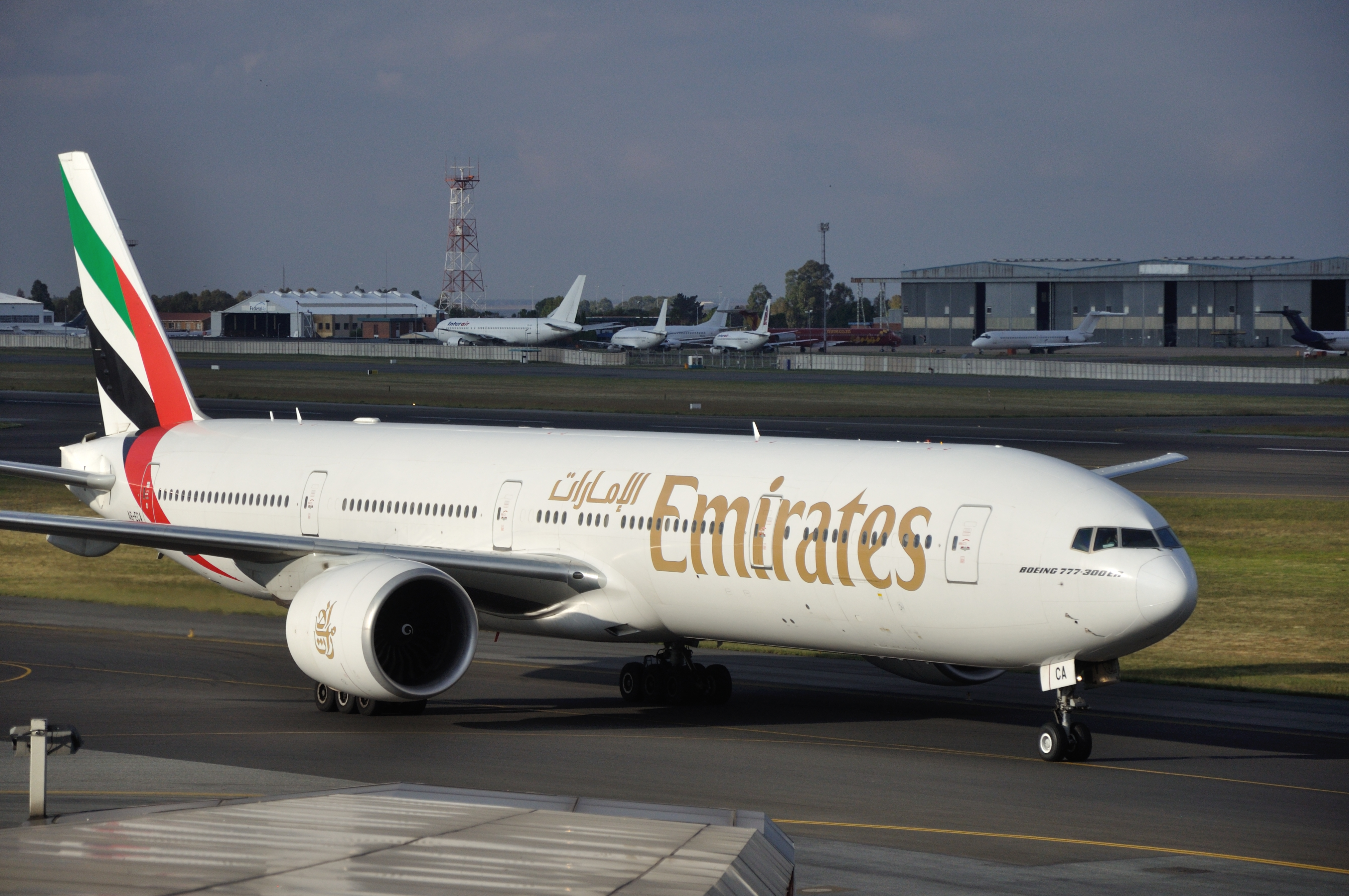
Emirates Boeing 777 đang đi trên đường lăn tại sân bay quốc tế O. R. Tambo

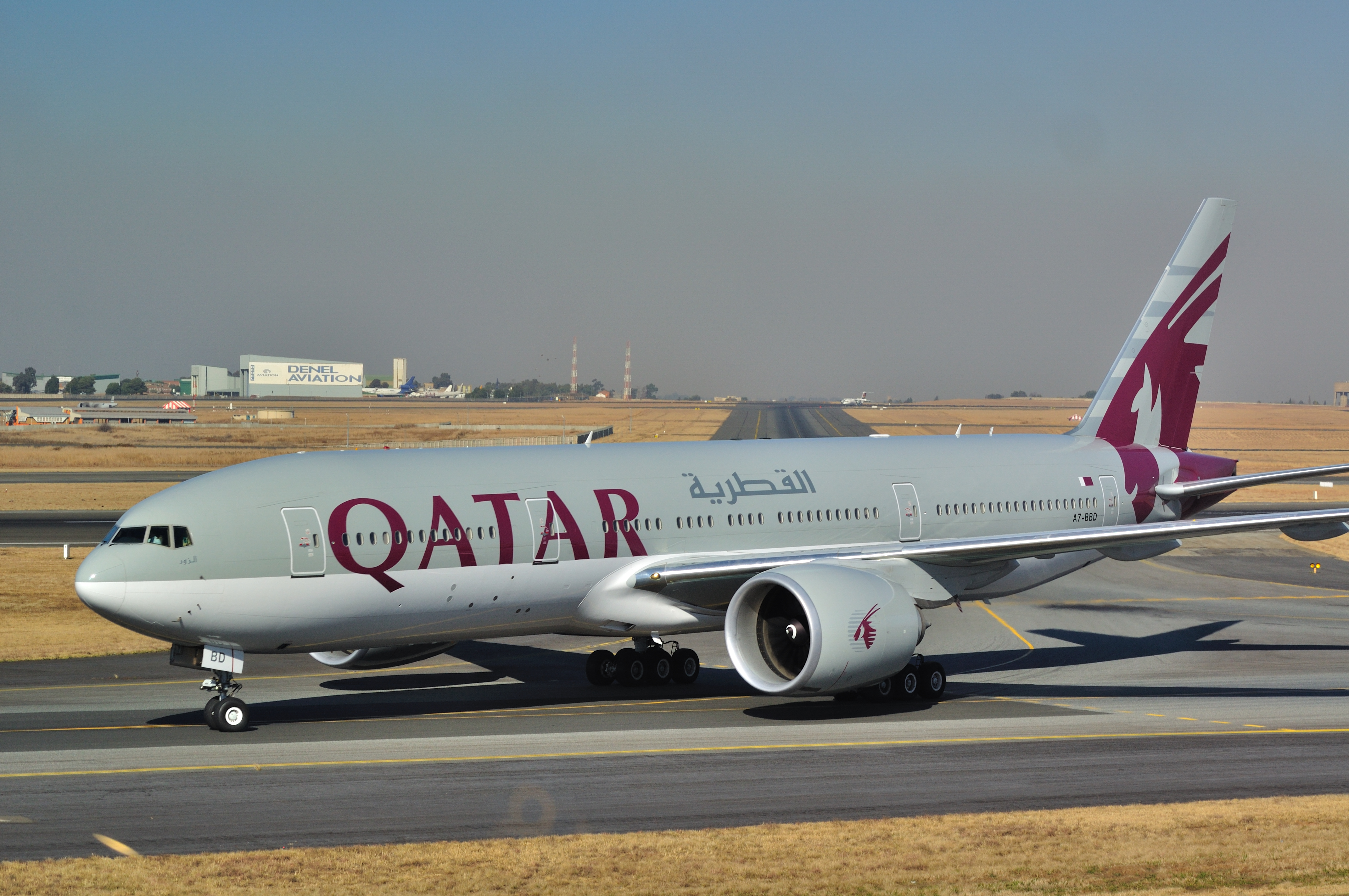
Qatar Airways Boeing 777-200LR đang đi trên đường lăn tại sân bay quốc tế O. R. Tambo

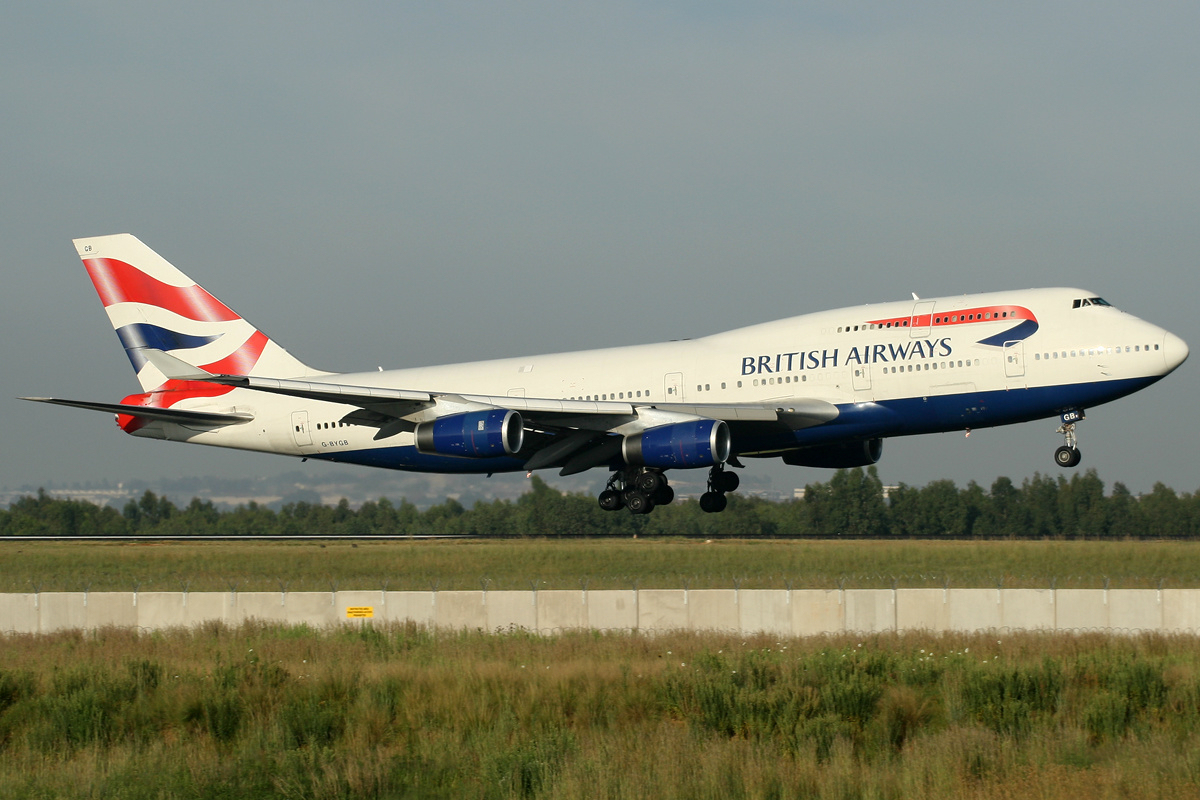
British Airways Boeing 747-400 đang hạ cánh tại sân bay quốc tế O. R. Tambo

### Hành khách
| Hãng hàng không                     | Các điểm đến | Nhà ga đi |
| ----------------------------------- | --- | --------- |
| Air Austral                         | Saint-Denis de la Réunion | A         |
| Air Botswana                        | Francistown, Gaborone, Kasane, Maun | A         |
| Air China                           | Bắc Kinh-Thủ đô (bắt đầu từ ngày 19 Tháng 6 năm 2015) | A         |
| Air France                          | Paris–Charles de Gaulle | A         |
| Airlink                             | Antananarivo, Beira, Bulawayo, Harare, Kasane, Lusaka, Manzini, Sân bay quốc tế Maseru, Maun, Nampula, Sân bay quốc tế Ndola, Pemba, Tete, Vilanculos | A         |
| Airlink                             | Nelspruit, Phalaborwa, Pietermaritzburg, Polokwane, Skukuza, Umtata, Upington, Sân bay quốc tế Sishen | B         |
| Air Madagascar                      | Antananarivo, Sân bay quốc tế Nosy Be | A         |
| Air Mauritius                       | Mauritius | B         |
| Air Namibia                         | Walvis Bay (bắt đầu từ ngày 29 Tháng 3 năm 2015), Windhoek | A         |
| Air Seychelles                      | Mahé | A         |
| Air Zimbabwe                        | Harare, Victoria Falls | A         |
| Arik Air                            | Lagos | A         |
| British Airways                     | London–Heathrow | A         |
| British Airways vận hành bởi Comair | Harare, Livingstone, Mauritius, Victoria Falls, Windhoek | A         |
| British Airways vận hành bởi Comair | Cape Town, Durban, Port Elizabeth | B         |
| Cathay Pacific                      | Hong Kong | A         |
| CemAir                              | Lephalale, Margate, Plettenberg Bay, Sishen | B         |
| Compagnie Africaine d'Aviation      | Kinshasa–N'djili, Lubumbashi | B         |
| Delta Air Lines                     | Atlanta | A         |
| EgyptAir                            | Cairo | A         |
| El Al                               | Tel Aviv–Ben Gurion | A         |
| Emirates                            | Dubai–International | A         |
| Ethiopian Airlines                  | Addis Ababa | A         |
| Etihad Airways                      | Abu Dhabi | A         |
| Fastjet                             | Dar es Salaam | A         |
| flyafrica.com                       | Bulawayo, Lusaka (bắt đầu từ ngày 4 Tháng 5 năm 2015), Windhoek | TBA       |
| FlySafair                           | Cape Town, George, Port Elizabeth | B         |
| Interair South Africa               | Dar es Salaam, Ndola | A         |
| Kenya Airways                       | Nairobi–Jomo Kenyatta | A         |
| KLM                                 | Amsterdam | A         |
| Korongo Airlines                    | Lubumbashi | A         |
| Kulula.com                          | Cape Town, Durban, George, East London | B         |
| LAM Mozambique Airlines             | Beira, Inhambane, Maputo, Pemba, Quelimane, Tete, Vilanculos | A         |
| Lufthansa                           | Frankfurt | A         |
| Malawian Airlines                   | Blantyre, Lilongwe | A         |
| Mango                               | Cape Town, Durban, George, Port Elizabeth, Zanzibar | B         |
| Qantas                              | Sydney | A         |
| Qatar Airways                       | Doha, Maputo | A         |
| RwandAir                            | Kigali, Lusaka (bắt đầu từ ngày 27 Tháng 3 năm 2015) | A         |
| Saudia                              | Jeddah | A         |
| Skywise Airlines                    | Cape Town | B         |
| Singapore Airlines                  | SingaporeNote 1 | A         |
| South African Airways               | Abu Dhabi (bắt đầu từ ngày 29 Tháng 3 năm 2015), Bắc Kinh-Thủ đô (kết thúc từ ngày 30 Tháng 3 năm 2015), Frankfurt, Hong Kong, London–Heathrow, Mumbai (kết thúc từ ngày 28 Tháng 3 năm 2015), Munich, New York–JFK, Perth, São Paulo–Guarulhos, Washington–Dulles            | A         |
| South African Airways               | Abidjan, Accra, Blantyre, Brazzaville, Cape Town, Dakar, Dar es Salaam, Durban, East London, Entebbe, Harare, Kinshasa, Lagos, Luanda, Lilongwe, Livingstone, Lusaka, Maputo, Mauritius, Nairobi–Jomo Kenyatta, Ndola, Pointe Noire, Port Elizabeth, Victoria Falls, Windhoek | B         |
| South African Express               | Bloemfontein, Durban, East London, Gaborone, George, Hoedspruit, Kimberley, Lubumbashi, Nelspruit, Pietermaritzburg, Port Elizabeth, Richards Bay | B         |
| Swiss International Air Lines       | Zürich | A         |
| TAAG Angola Airlines                | Luanda | A         |
| Turkish Airlines                    | Istanbul–AtatürkNote 1 | A         |
| Virgin Atlantic                     | London–Heathrow | A         |
| Zimbabwe flyafrica.com              | Bulawayo, Harare, Victoria Falls | A         |

^Note 1  Các chuyến bay này tiếp tục đến Cape Town. Tuy nhiên, các hãng này không có quyền chỉ chở khách giữa Johannesburg và Cape Town.

### Hàng hóa
| Hãng hàng không             | Các điểm đến |
| --------------------------- | --- |
| BidAir Cargo                | Cape Town, Dar es Salaam, Durban, East London, George, Harare, Kigali, Livingstone, Mauritius, Maputo, Nairobi–Jomo Kenyatta, Port Elizabeth, Victoria Falls, Windhoek |
| Cargolux                    | London–Stansted, Luxembourg, Nairobi–Jomo Kenyatta |
| Chapman Freeborn            | Entebbe |
| Emirates SkyCargo           | Dubai–Al Maktoum, Nairobi–Jomo Kenyatta |
| Ethiopian Airlines Cargo    | Addis Ababa |
| Etihad Crystal Cargo        | Abu Dhabi, Nairobi–Jomo Kenyatta |
| Imperial Air Cargo          | Bloemfontein, Cape Town, Durban, Port Elizabeth |
| KLM Cargo                   | Amsterdam, Nairobi–Jomo Kenyatta |
| Lufthansa Cargo             | Frankfurt, Lagos, Nairobi–Jomo Kenyatta |
| Martinair Cargo / KLM       | Amsterdam |
| Nordic Global Airlines      | Liège |
| Qatar Airways Cargo         | Doha, Liège, Nairobi–Jomo Kenyatta, Oslo–Gardermoen |
| Saudia Cargo                | Amsterdam, Jeddah, Nairobi–Jomo Kenyatta |
| Silverback Cargo Freighters | Kigali |
| Singapore Airlines Cargo    | Amsterdam, Chennai, Nairobi–Jomo Kenyatta, Singapore |
| South African Cargo         | Cape Town, Durban, Harare, Maputo, Port Elizabeth |
| Turkish Airlines Cargo      | Istanbul–Atatürk, Khartoum, Nairobi–Jomo Kenyatta |
| Uganda Air Cargo            | Entebbe |
| Wimbi Dira Airways          | Kinshasa |